# Triphyllozoon
Triphyllozoon is een mosdiertjesgeslacht uit de familie van de Phidoloporidae en de orde Cheilostomatida. De wetenschappelijke naam ervan is in 1917 voor het eerst geldig gepubliceerd door Ferdinand Canu en Ray Smith Bassler.

## Soorten
- Triphyllozoon arcuatum (MacGillivray, 1889)
- Triphyllozoon benemunitum (Hastings, 1932)
- Triphyllozoon bimunitum (Ortmann, 1890)
- Triphyllozoon biseriatum Canu & Bassler, 1929
- Triphyllozoon bucculentum Hayward, 2004
- Triphyllozoon columniferum (Busk, 1884)
- Triphyllozoon contortuplicatum (Busk, 1884)
- Triphyllozoon cornutum Silén, 1954
- Triphyllozoon floribundum Hayward, 1999
- Triphyllozoon formosoides Hayward, 2004
- Triphyllozoon formosum (MacGillivray, 1884)
- Triphyllozoon gracile Gordon & d'Hondt, 1997
- Triphyllozoon hirsutum (Busk, 1884)
- Triphyllozoon indivisum Harmer, 1934
- Triphyllozoon inornatum Harmer, 1934
- Triphyllozoon inovicellatum Liu & Li, 1987
- Triphyllozoon mauritzoni Silén, 1943

- Triphyllozoon microstigmatum Silén, 1954
- Triphyllozoon moniliferum (MacGillivray, 1860)
- Triphyllozoon mucronatum (Busk, 1884)
- Triphyllozoon munitum (Hincks, 1878)
- Triphyllozoon patens Harmer, 1934
- Triphyllozoon patulum Harmer, 1934
- Triphyllozoon philippinense (Busk, 1884)
- Triphyllozoon regulare Silén, 1954
- Triphyllozoon rictum Hayward, 2004
- Triphyllozoon separatum Harmer, 1934
- Triphyllozoon sinicum Liu & Li, 1987
- Triphyllozoon sinuatum (MacGillivray, 1884)
- Triphyllozoon tenue (Kirkpatrick, 1888)
- Triphyllozoon trifoliatum Harmer, 1934
- Triphyllozoon tuberculiferum Harmer, 1934
- Triphyllozoon tubulatum (Busk, 1884)

Niet geaccepteerde soorten:
- Triphyllozoon apertum Harmer, 1933 → Triphyllozoon sinuatum (MacGillivray, 1884)
- Triphyllozoon cuspidatum Harmer, 1933 → Triphyllozoon munitum (Hincks, 1878)
- Triphyllozoon magniscutulatum Canu & Bassler, 1929 → Triphyllozoon bimunitum (Ortmann, 1890)